# Кае Пок
Кае Пок (кхмер. កែ ពក, урождённый Кае Вин (кхмер. កែ វិន); 1934, Кампонгтхом — 15 февраля 2002, Анлонгвэнг) — камбоджийский революционер, участник партизанского движения и полевой командир Красных Кхмеров, один из организаторов геноцида в Камбодже.

## Биография
Родился в 1934 году в деревне в провинции Кампонгтхом, что на севере Камбоджи. Настоящее имя, данное ему при рождении — Кае Вин. Ещё будучи подростком он стал свидетелем разрушения его деревни французскими солдатами. После этого присоединился к партизанам Кхмер Иссарак, участвовал в войне против колонистов. После ухода французских войск в 1954 году вернулся из джунглей, однако был немедленно арестован королевской полицией и приговорён к шести годам заключения.
Отсидев три года, вышел из тюрьмы и женился на Су Соеун (в браке с которой у него было шестеро детей). Желая присоединиться к коммунистическому движению в Камбодже, встречался с представителями Кхмерской народно-революционной партии (КНРП) — предшественницы кампучийской компартии. Едва не угодив в засаду полиции, в 1964 году, снова сбежал в джунгли. Принял активное участие в начале восстания Красных Кхмеров. За одну ночь в апреле 1968 года повстанцы убили семь человек в трёх деревнях. Уже в самом начале своей карьеры, Кае Пок отличился особой жесткостью, что впоследствии привело его на вершину одного из самых кровавых режимов XX века.

### В подполье (1968—1975)
Переворот 1970 года и свержение Нородома Сианука привели к тому, что вьетнамская война перекинулась и на территорию Камбоджи. Отряды Красных Кхмеров на севере страны возглавлял Кой Тхуон, Кае Пок стал одним из полевых командиров. Его отряды совершали вылазки как против солдат генерала Лон Нола, так и против партизан Вьетконга. В это время ВВС США вели массированные бомбардировки территории Камбоджи (операция «Меню»), достигшие своего пика в 1973 году — к этому моменту от авианалётов погибли более 150 тысяч человек. Кае Пок воспользовался ситуацией и сумел затмить Тхуона по популярности.
В контролируемых повстанцами районах Кае Пок установил жестокие порядки: под его командованием проводились массовые казни, разрушались храмы, а людей сгоняли в концентрационные лагеря. Узники содержались в нечеловеческих условиях, детей заставляли ненавидеть своих родителей, верующим запрещали молиться, а мужьям — жить со своими жёнами. На протяжении всего правления Красных Кхмеров в 1975—1979, наряду с террором, подобное обращение с населением стало характерной чертой полпотовского режима.

### При Пол Поте (1975—1979)
17 апреля 1975 года полпотовцы вошли в столицу страны — Пномпень, одержав тем самым победу в многолетней гражданской войне. После захвата города Кае Пок принял участие в депортации более двух миллионов его жителей в трудовые коммуны. После назначения Тухона на пост министра торговли в 1976 году, Кае Пок назначен секретарём компартии в северной зоне. Уже в следующем году Тхуон пал в немилость руководства страны, после чего был немедленно арестован и казнён. Позднее в северной зоне были убиты и все сторонники Тухона, Кае Пок вновь не преминул воспользоваться моментом и установил членов своей семьи на десяток ключевых постов.
В 1977 году начал подготовку сил для вторжения в соседний Вьетнам. Именно к этому времени относится известное обращение Пол Пота, в котором призвал каждого кхмера убить по тридцать вьетнамцев. Однако фракционная борьба внутри партии помешала ему осуществить задуманное. В мае 1978 года отряды Та Мока по личному приказу Пол Пота учинили расправу над жителями восточной зоны. В результате резни было убито более ста тысяч человек — это преступление стало самым массовым убийством в истории Камбоджи. В это время Кае Пок становится членом ЦК, а в ноябре — постоянного комитета компартии.

### В изгнании (1979—2002)
Вьетнамское вторжение 1979 года положило конец террору — режим Пол Пота был свергнут, его сторонники бежали в джунгли на запад страны. Кае Пок обвинили во всех военных неудачах руководители и отстранили его ото всех занимаемых должностей, а в 1985 году ему было рекомендовано покинуть ряды полпотовской армии. В 1996 году бывший соратник Пол Пота — Иенг Сари — согласился на сделку с правительством Хун Сена, который обещал ему помилование в случае, если партизаны сложат оружие. Опасаясь дезертирства со стороны других руководителей движения, Пол Пот учинил кровавую расправу над Сон Сеном и его семьей.
Сознавая, что та же участь может постигнуть и остальных главарей Красных Кхмеров, Та Мок помещает Пол Пота под «домашний арест». В марте 1998 года Кае Пок окончательно переходит на сторону правительственных войск и даже получает должность советника министра обороны. В королевской армии Камбоджи ему было присвоено звание бригадного генерала. 15 апреля того же года умирает Пол Пот (по версии соратников — от сердечного приступа), спустя год был арестован Та Мок, что привело к полному поражению Красных Кхмеров.
Кае Пок был ближайшим соратником Пол Пота и являлся ключевой фигурой в движении Красных Кхмеров. Известный своей жестокостью, он по сути являлся одним из главных организаторов геноцида в Камбодже. Однако благодаря связям с премьер-министром Хун Сеном Кае Пок сумел избежать правосудия. Остаток своих дней он прожил в своем доме Анлонгвэнге, где и умер 15 февраля 2002 года, как считается, в силу естественных причин. Точные обстоятельства его смерти до сих пор не выяснены.